# DnB NORD
Bank DnB NORD A/S begyndte sin virksomheder den 1. januar 2006.
Bank DnB NORDs aktiviteter er resultatet af et joint-venture mellem norske DnB NOR og tyske NORD/LB. DnB NOR alle NORD/LB's aktier og er nu 100% ejet af DnB NOR. 
Bank DnB NORD har kontorer og filialer i Estland, Letland, Litauen og Polen.  
Bank DnB NORDs hovedkvarter er i Oslo. 
55°42′1.09″N 12°35′45.52″Ø / 55.7003028°N 12.5959778°Ø

## Eksterne link
- Bank DnB NORDs koncernside Arkiveret 6. maj 2011 hos  Wayback Machine
- DnB NORDs Pank estiske side Arkiveret 8. december 2006 hos  Wayback Machine
- DnB NORDs Banka lettiske side Arkiveret 23. juni 2011 hos  Wayback Machine
- DnB NORDs Bankas litauiske side Arkiveret 17. november 2011 hos  Wayback Machine
- Bank DnB NORDs polske side Arkiveret 28. november 2006 hos  Wayback Machine
- DnB NORs koncernside Arkiveret 6. oktober 2007 hos  Wayback Machine